# Hypoctonus javanicus
Hypoctonus javanicus är en spindeldjursart som beskrevs av Speijer 1933. Hypoctonus javanicus ingår i släktet Hypoctonus och familjen Thelyphonidae. Inga underarter finns listade i Catalogue of Life.